# Штрајк рудара у басену Колубара
Штрајк рудара је басену Колубара је био генерални штрајк и потпуна обустава рада рудара запослених 29. септембра 2000. године у Рударском басену Колубара, због неслагања за саопштеним резултатима избора за председника Савезне Републике Југославије 2000. године.

## Позадина
Дана 24. септембра 2000. године, одржани су парламентарни и председнички избори. Након што је опозиција окупљена око коалиције Демократска опозиција Србије (ДОС), прогласила победу свог председничког кандидата др Војислава Коштунице у првом кругу избора, Републичка изборна комисија је саопштила да је он освојио 48% гласова и да следи други круг председничких избора. Тадашњи председник СР Југославије Слободан Милошевић је подржао такво становиште и најавио организовање другог круга избора.
Уследили су бројни протести широм Србије, на којима се захтевало да Милошевић прихвати изборне резултате.

## Штрајк

### Почетак штрајка
Штрајк је отпочео у петак 29. септембра у "пољу Д" Рударског басена Колубара. Председник штрајкачког одбора Миодраг Ранковић је схватио да ће се на том питању одлучивати судбина и питање опстанка режима Слободана Милошевића, будући да се из овог басена снабдева Термоелектрана у Обреновцу, тако да је постојала бојазан да читава земља остане без струје.
Ускоро су у штрајк ступили и рудари из Мајданпека и Костолца, као и радници рафинерије у Панчеву.
Демократска опозиција Србије је препознала капацитет ових протеста и у шта се они могу претворити:
Рекли смо - супер, рудари плус студенти то је револуција. То је класика у социјализму. Онда смо покушали то да подржимо.— Зоран Ђинђић

### Притисци режима
Другог дана штрајка, односно у суботу 30. септембра, међу рударима се појавио полицијски генерал Бошко Буха, командант полицијске бригаде СУП Београд. Његов задатак је био да примени силу и прекине штрајк колубарских рудара. Ипак, Буха то није учинио, а своје претпостављене је известио како штрајк заправо уопште није у толикој размери како се говори.
Притисци на штрајкаче су се повећавали како се ближио 5. октобар, за када је опозиција заказала велики протестни скуп испред Дома Народне скупштине у Београду. Зато је 3. октобра у Колубару дошао генерал-пуковник Небојша Павковић, начелник генералштаба Војске Југославије, у пратњи припадника елитног Батаљона војне полиције Кобре. Он је упозорио штрајкаче да својим поступцима угрожавају безбедност земље и покушао да их натера да прекину штрајк. Како то није успело, стигла је наредба да Небојша Симеуновић, судија тадашњег Окружног суда у Београду, ухапси и подигне оптужнице против предводника штрајка. Симеуновић је одбио да то учини.
Схвативши да неће бити процесуирања штрајкача, генерал Павковић је са стола узео јабуку, загризао је и рекао: „Момци, издржите."

### Подршка опозиције
Чланови руководства ДОС-а су договорили да сваке вечери по два лидера коалиције буду уз рударе. Ноћ између 3. и 4. октобра, код штрајкача су провели Милан Ст. Протић и Горан Свилановић, председник Грађанског савеза Србије, а обишли су их још Борис Тадић и Небојша Човић.

## Епилог
На великом протесту 5. октобра, срушен је Милошевићем режим. Добијајући извештаје о сукобима на београдским улицама, Слободан Милошевић је телефонирао генералу Павковићу у три наврата између 17.30 и 20.00 часова, распитујући се о могућностима да се војска ангажује у преузимању савезних објеката од демонстраната. Павковић је на све те захтеве одговорио одрично.
Тога дана, када је постало јасно да је свргнут Милошевићев режим, окончан је и протест рудара у Колубари.
Судија Симеуновић који је одбио да потпише налоге за хапшење учесника штрајка, нестао је 7. новембра 2000. године. Његово беживотно тело је пронађено неколико дана касније у Дунаву, а Симеуновићева сестра тврди да су га убили припадници Државне безбедности смртоносном инјекцијом.